# Centrolene hesperium
Centrolene hesperium è un anfibio anuro appartenente alla famiglia Centrolenidae, endemico della regione di Cajamarca, in Perù. I suoi habitat preferiti sono la foresta montuosa tropicale e subtropicale e i fiumi, l'IUCN la considera vulnerabile in quanto l'areale è limitato e soggetto all'azione di antropizzazione.